# Пыталовская волость

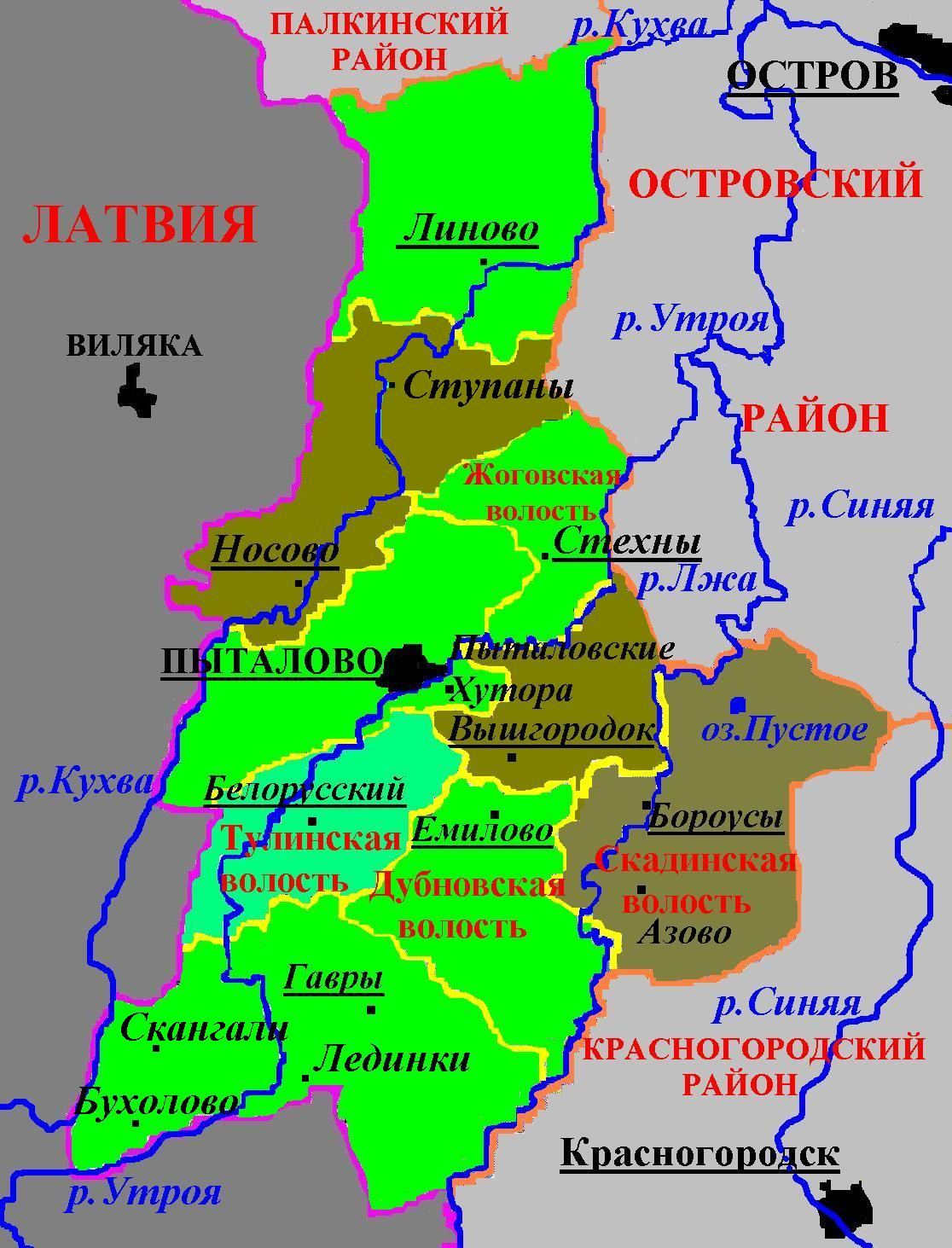
Административное деление Пыталовского района в 2005—2010 гг.

Пыталовская волость — бывшие административно-территориальная единица 3-го уровня (1995—2010 гг.) и муниципальное образование со статусом сельского поселения (2005—2010 гг.) в Пыталовском районе Псковской области России.
Административный центр — город Пыталово, ранее — деревня Пыталовские Хутора.

## География
Территория волости граничила на севере с Носовской волостью, на северо-востоке — с Жоговской волостью, на юге — с Тулинской и Вышгородской волостями Пыталовского района и городским поселением Пыталово, на западе — с Латвией.

## Население
Численность населения Пыталовской волости по переписи населения 2002 года составила 1118 жителей.

## Населённые пункты
В состав Пыталовской волости до 2010 года входило 20 деревень: Пыталовские Хутора, Шелино, Станские, Речено, Заводино, Рябково, Заболастье, Сыры, Замостье, Ивановка, Луковник, Нижние Заходы, Верхние Заходы, Кострецы, Бабино, Сорочино, Надеждино, Колуя, Кудиново, Железница.

## История
Постановлением Псковского областного Собрания депутатов от 26 января 1995 года все сельсоветы в Псковской области были переименованы в волости, в том числе Пыталовский сельсовет был превращён в Пыталовскую волость.
Законом Псковской области от 28 февраля 2005 года в границах Пыталовской волости было также образовано муниципальные образования Пыталовская волость со статусом сельского поселения с 1 января 2006 года в составе муниципального образования Пыталовский район со статусом муниципального района.
На референдуме 11 октября 2009 года было поддержано объединение Пыталовской волости с соседней Жоговской волостью (д. Стехны). Законом Псковской области от 3 июня 2010 года Пыталовская волость была официально объединена с Жоговской волостью, образовав 1 июля 2010 года Утроинскую волость.